# Eltang Vig
Eltang Vig er en vig på den nordlige side af Kolding Fjord. Elvig Høj ligger på sydsiden af mundingen af vigen.
Ved resterne af diget render tidevandet ud og ind, og det tiltrækker både havørreder og sportsfiskere.

## Geografi
Eltang Vig er en af 'vigarmene' i Kolding Fjord, med Hovens Odde (Houens Odde) på den ene side og halvøen Drejen på den anden side. Vigen er resterne af en tunneldal, der som det østligste punkt af tunneldalen, strækker sig 6 imod nordvest.

## Inddæmmet
Efter lange drøftelser om at inddæmme Eltang Vig, så dannede 9 gårdmænd fra Eltang og Nørre Bjert i 1871 et interessentskab med dette formål.
Kong Christian 9. gav sin tilladelse til udtørringen af vigen. Dog med følgende betingelser:
- arbejdet skulle være afsluttet inden 1. april 1873
- hvis bønderne forsømte vedligeholdelsen, ville ejendomsretten over det indvundne land gå tilbage til kronen.
- Efter 20 års skattefrihed skulle arealerne sættes i skat.

Arbejdet med den lange dæmning (300 m) begyndte allerede i efteråret 1871, men under århundredets store stormflod i november 1872 skyllede det hele væk.
Dog blev dæmningen genopbygget inden året var omme. Kanaler og sluse blev repareret, så vandet kunne ledes ud igennem frislusen, når der var lavvande.
Frislusen var ikke nok, så der blev opført en hollandsk pumpemølle, der sænkede vandstanden til næsten 1 meter under daglig vande.
Det blev dog klart, at driften ikke var rentabel og man stoppede med at pumpe vandet ud i 1907, og vigen groede til med tagrør. Tagrørerne blev solgt som tækkemateriale.
Senere kom der nye kræfter til området, der så muligheder i Eltang Vig, således blev dæmningen retableret, kanaler oprenset og nyt pumpemateriel indkøbt i 1922. Vandstanden var i 1925 sænket så meget, at vigen igen var tørlagt.
Hedeselskabet (der var hyret til projektet) havde orienteret om, at Eltang Vig var en af landets vanskeligste tørlægninger.
Terrænet satte sig mere og mere over tid, til sidst lå drænrørene kun 30 cm under overfladen og afkastet fra området var dårlig.
Mellem jul og nytår 1978 stormede det så voldsomt, at bølgerne brød gennem dæmningen. Inden længe var hele den gamle vig atter oversvømmet med fjordens vand.
Udtørringen af Eltang vig har kun været udgifter for ejerene, så en reetablering af diget kom aldrig på tale.
Resterne af diget kan stadig ses i dag, som en lang tange. På nutidige luftfoto kan centralkanalen stadig ses på bunden af vigen. 

## Eltangskibet
I sommeren 1942 blev et højmiddelalderligt lastskib fundet af 2 jordarbejdere. Skibet målte 18 meter i længden, der i det norrøne sprogmål også blev betegnet som en »austfararknarr« (en knarr der sejler handelsvarer østpå). Resterne af fundet opbevares i dag på Nationalmuseet. Skibet er efterfølgende blevet dateret til 1138 - 1158 e.Kr., vha. årringe i tømmeret.
Skibet er senere blevet kaldt "Eltangskibet".

## Botanik
Ved tagrørssumpen ved bredden findes der strandasters, strandkogleaks, spyd- og strandmælde, sandkryb, alm. kvik, rørgræs, enskællet sumpstrå, strandtrehage, harrilgræs og kærsvinemælk.
På strandengene øst for diget og i de ledsagende strandrørsumpe vokser bl.a. strandkogleaks, kveller, strandasters, sandkryb, strandtrehage, harrilgræs, kryb-hvene, strandsvingel, strand-vejbred, langstilket havgræs, ager-svinemælk, spyd- og strandmælde, strandannelgræs og kødet hindeknæ.